# Дінагат
Дінагат — острів філіппінського архіпелагу, розташований на північний схід від острова Мінданао на Філіппінах. На півночі острів омивається протокою Лейте, на заході розташований острів Лейте, на сході — острів Сурігао, на півдні — острів Мінданао з провінцією Північне Сурігао. Острів простягається з півночі на південь на 60 км, із заходу на схід — 20 км. Площа становить 769 км2.
До грудня 2006 року острів входив до складу провінції Північне Сурігао. З 2007 року острів, разом з іншими невеликими острівцями, складає провінцію Дінагат.
Острів є популярним серед туристів. На ньому існує багато великих та нерівних скельних утворень, цікавих печер, озер та заток.